# Савёлки
Савёлки — район Москвы в Зеленоградском административном округе и одноимённое внутригородское муниципальное образование.
Район Савёлки  входит в состав Зеленоградского административного округа города Москвы, включая территории 3, 5, 6, 7 микрорайонов, МЖК, д. Назарьево и Восточно-коммунальная зона. Граница района Савелки проходит: по границе города Зеленограда, далее по оси русла р. Сходни, по южной границе пруда на р. Сходне, осям: Центрального проспекта и ул. Юности, южной и восточной границам территории лесопарка до границы города Зеленограда.
Общая площадь района составляет 812,8 гектаров. С района Савёлки начинается Зеленоград, при въезде со стороны Москвы по Ленинградскому шоссе.

## История
Свое название район Савёлки позаимствовал от названия деревни, которая находилась там, где сейчас расположен Культурный центр «Зеленоград». В XVI веке деревней Савёлки владел небогатый дворянин И. В. Шестов. Во второй половине XVII века деревня была владением известного политического деятеля Артамона Сергеевича Матвеева, в семье которого воспитывалась Наталья Кирилловна Нарышкина, которая была впоследствии матерью Петра I. В 1778 году вице-губернатор Белгородской губернии князь А.Я. Голицын продал свое имение при селе Никольское с деревней Савёлки «... с помещиковым домом и дворовыми строениями» князю Н.Д. Долгорукову. С этого времени более столетия «усадьба при селе Никольское Московского уезда Горетового стана» находилась во владении князей Долгоруковых.
В XV-XVII вв. территория восточной части нынешнего района Савёлки составляли вотчины бояр Хабаровых-Симских, в составе которых находилась деревня Назарьево на реке Сходне. Вместе с Черкизово и другими деревнями она входила в состав большой вотчины, принадлежавшей в XVI в. сначала великому князю Юрию Васильевичу, младшему брату Ивана Грозного, а затем его сыну, царевичу Ивану Ивановичу.
Деревня Назарьево вошла в состав Зеленограда в 1960 году. С 1974 г. проводился поэтапный снос улиц деревни. Сегодня деревня Назарьево — восточная коммунальная зона Зеленограда, что располагается между Октябрьской железной дорогой и Ленинградским шоссе и является территорией района Савёлки.
Район образован 2 августа 1991 года как муниципальный округ № 2. 5 июля 1995 года был преобразован в район № 2.
4 декабря 2002 года объединён с районом № 1 в район Матушкино-Савёлки. В 2003 году в районе были созданы два отдельных внутригородских муниципальных образования Матушкино и Савёлки (ранее, соответственно, районы № 1 и № 2).
С 1 января 2010 года восстановлено прежнее разделение на 2 района, при этом район унаследовал имя Савёлки.

## Парки и скверы

#### Парк 40-летия Победы
Парковая зона с каскадом фонтанов в центральной части Зеленограда на северном берегу Большого городского пруда, образованного рекой Сходней. Парк был заложен в апреле 1985 года, накануне 40-й годовщины Победы в Великой Отечественной войне. Общая площадь территории составляет около 35 га. Автор проекта озеленения — талантливый дендролог «Зеленоградпроекта» Э. И. Дашков. В центральной части парка находится памятник маршалу Советского Союза К. К. Рокоссовскому, установленный в 2003 г. в память о боях на Крюковской земле ноября-декабря 1941 г. Благоустройство территории парка проводилось по программе создания комфортной городской среды «Мой район». Общая площадь благоустройства зоны отдыха составила 19,7 гектаров.

#### Сквер «Флейта»
Парковая зона, созданная на месте автопарковки в 3-м микрорайоне Зеленограда, за корпусом №360 (Дом «Флейта»). Обустройство сквера началось летом 2019 года. Здесь перепланировали ландшафт, высадили деревья и кусты, разбили газоны и проложили пешеходные и велосипедные дорожки. В сквере установили топиарные фигуры из искусственной травы, скамейки и новые фонари. В мини-парке также появились декоративные элементы, арки, парковые диваны, две детские площадки с качелями. Обустроена сцена и амфитеатр для зрителей. Территорию сквера опоясывает велодорожка. Полностью проект благоустройства сквера  будет реализован в 2020 году.

#### Парк «Площадь часов»
Рекреационная территория в составе НП МЖК «Зеленоград» в микрорайоне 5а. Площадь с цветомузыкальным фонтаном и водными часами открылась в 2016 году и была названа уникальным объектом в России и мире. Фонтан расположен в центре площади, выполненной в форме циферблатных часов и вымощенной гранитной брусчаткой из 9 цветов. Подана заявка в Книгу рекордов Гиннеса на регистрацию «Самого большого в мире циферблата» (45,9 метра) и «Самой большой городской площади, выложенной брусчаткой круглой формы» (600 кв. метров). Идея площади с часами принадлежит председателю НП МЖК «Зеленоград», заслуженному строителю России,  Александру Раптовскому. Он же занимался её воплощением.
На территории МЖК также расположена Альпийская горка. На территории парковой зоны в микрорайоне 5А расположены декоративные пруды, куда в теплый сезон выпускают экзотических рыб и черепах. В 2019 году здесь установили скульптуры русалки и мальчика с велосипедом. Первая скульптура появилась в одном из декоративных прудов с живыми рыбами у основания горки. Вторая установлена рядом с новой велопарковкой, выполненной из ствола дерева. Фигуры изготавливали по эскизам зеленоградских скульпторов Владимира Сапрыкина и Алексея Дубина.

#### Парк «Свидетели времени»
Музейно-познавательная экспозиция древнейших артефактов на территории НП МЖК «Зеленоград». Работы по созданию рекреационной территории начались в 2017 году. В коллекции будут деревья, жившие на Земле в разные периоды её развития, а в центре экспозиции расположится огромный макет Земли.
Создание объекта «Свидетели времени» проходит в рамках реализации Программы Правительства Москвы по созданию народных парков, финансирование которых осуществляется исключительно за счёт инвестора. Строительство финансирует НП «МЖК «Зеленоград» — генеральный застройщик и инвестор по строительству Молодёжного Жилого Комплекса «Зеленоград». Автором идеи и проекта стал председатель НП «МЖК «Зеленоград» Александр Раптовский.
Первым артефактом экспозиции станет окаменелое дерево, возраст которого составляет около 380 млн лет. Со второго по шестой артефакты — настоящие окаменелые деревья из каменноугольного периода развития планеты. Им около 340 млн лет. Рядом с каждым артефактом будут находиться таблички с описанием. Ещё два артефакта — окаменелое дерево в яшме, возрастом около 280 лет, а также окаменелое дерево мелового периода. Также будут представлены артефакты в виде деревьев, добытых у древних рек и болот в Белоруссии. Один из древнейших в России — морёный дуб возрастом 8 200 лет. Другой морёный дуб, возрастом 4 500 лет.
Венцом уникальной коллекции станет Земля, выполненная в виде 2/3 объёма сферы диаметром 12 метров. На внутреннем монолитном каркасе будет установлен металлический каркас, формирующий меридианы и параллели, по которому будут специальным образом закреплены ячейки из нержавеющей стали, заполненные землёй, в которых будут высажены многолетние растения двух видов: по материкам – зелёные, по океанам – тёмно-фиолетовые. Таким образом, будет сформирована вся поверхность Земли, которая в период цветения будут особенно ярко и контрастно выделяться по материкам и океанам. По состоянию на ноябрь 2020 года сегодня на территории объекта размещён лишь каркас макета.
Новый арт-объект займёт площадь в 1200 кв.м. По территории будут проложены пешеходные дорожки, высажены деревья, кустарники и многолетние цветы.

#### Вольерный комплекс «Дом лани» в Крюковском лесопарке
Вольерный комплекс, размещенный на площади 1,2 га, расположен на Никольском проезде, напротив Никольской церкви. Вольер для ланей существовал на территории Крюковского лесопарка с 1968 по 1987 год. Идея восстановить комплекс появилась в 2011 году. Сам комплекс был открыт в феврале 2015 года. Благоустройство территории проведено с учётом возможности посещения вольерного комплекса маломобильными группами населения. Пространство вольерного комплекса украшает множество деревянных скульптур. Главные обитатели комплекса — лани европейские — проживают в лесной части вольера, полюбоваться ими можно со смотровой площадки. В тёплый сезон в вольерном комплексе можно понаблюдать за кроликами и декоративными птицами — фазанами, курами, индоутками, индейками и цесарками. Доступ посетителей организован по специальной тропе на смотровую площадку, вокруг которой установлены кормушки для ланей. Здесь проходят познавательные экскурсии и квесты, эколого-познавательные мероприятия и праздники, а в летнее время работают бесплатные экологические кружки для юных зеленоградцев, проводящих лето в городе.

#### Зона отдыха «Чёрное озеро»
Территория у Чёрного озера, которое образовалось на месте заброшенного торфяного карьера. Считается, что вода озера, дно которого с незапамятных времён выстлано дубовыми досками, обладает целебными свойствами из-за присутствия торфяника на дне. По оценке мэра Москвы Сергея Собянина, территория считается популярным местом отдыха у горожан. В 2013 году рядом с Чёрным озером появилась обустроенная пешеходная зона. Зона отдыха благоустроена в 2016 году. Тогда у водоёма появилась новая детская площадка, выполненная в виде корабля. В 2018 году — пляжная зона с шезлонгами, пикниковая зона и лавочки для отдыха. В зоне отдыха также организованы спортивная площадка с тренажёрами разного типа, волейбольное и футбольное поля.

#### Парк «Ровесник»
Парк в 5-м микрорайоне Зеленограда на углу жилого массива между Ленинградским шоссе и Московским проспектом. Появился в 1981 году — его заложили пионеры Зеленограда и Всесоюзного пионерского слёта. Деревья и кустарники высадили юные зеленоградские патрули под руководством педагога, старшего инспектора общества охраны природы М. В. Мухиной. В парке есть Аллея пионерской памяти, в начале которой установлена гранитная плита с информационным текстом. В центре парка установлен памятный камень-валун зеленоградцам, погибшим при исполнении воинского долга в мирное время. Памятник установлен по инициативе матерей погибших ребят при поддержке префектуры Зеленограда. Открытие состоялось 7 сентября 2005 года. Автором архитектурного решения является Ю. А. Свердловский. Парк площадью в 5 га обустроен прогулочными тропинками для пешеходов и велосипедистов.
В 2014 году завершилось комплексное благоустройство парка. Здесь появился детский городок «Три богатыря» с горками и качелями, а также многочисленные детские площадки с комфортным резиновым покрытием. В парке оборудована площадка для командной игры «петанк». Кроме того, на территории появились парковые диваны и новые кормушки для птиц и белок.

## Территориальное деление
- 3, 5, 6 и 7 микрорайоны;
- Восточная коммунальная зона;
- деревня Назарьево.

## Население
| 2010    | 2012    | 2013    | 2014    | 2015    | 2016    | 2017    |
| ------- | ------- | ------- | ------- | ------- | ------- | ------- |
| 32 074  | ↗32 345 | ↗32 401 | ↗32 914 | ↗33 118 | ↗33 724 | ↗33 846 |
| 2018    | 2019    | 2020    | 2021    | 2023    | 2024    |         |
| ↗34 147 | ↗34 472 | ↗34 726 | ↗37 470 | ↘36 840 | ↗36 947 |         |

### Национальный состав
По итогам переписи населения 2020 года проживали следующие национальности (национальности менее 0,1 % и другое, см. в сноске к строке «Другие»):
| Национальность | Численность, чел. | Доля     |
| -------------- | ----------------- | -------- |
| Русские        | 23 773            | 63,45 %  |
| Армяне         | 138               | 0,37 %   |
| Татары         | 121               | 0,32 %   |
| Украинцы       | 118               | 0,31 %   |
| Узбеки         | 90                | 0,24 %   |
| Киргизы        | 73                | 0,19 %   |
| Азербайджанцы  | 43                | 0,11 %   |
| Белорусы       | 43                | 0,11 %   |
| Таджики        | 41                | 0,11 %   |
| Другие         | 13 030            | 34,79 %  |
| Итого          | 37 470            | 100,00 % |